# Порядок наследования оманского престола
Порядок наследования престола в Омане регулируется Конституцией Омана и ограничивается потомками султана Турки ибн Саида. Основной порядок наследования трона — мужское первородство. В январе 2021 года султан Хейсам бен Тарик изменил порядок наследования престола в стране — ранее трон передавался подходящему наследнику среди потомков Турки ибн Саида.

## Правила наследования престола
В январе 2021 года султан Хейсам бен Тарик внёс поправки в Конституцию Омана, чтобы установить формальную линию наследования престола и создал титул наследного принца, которым стал его старший сын Тейязин бин Хейсам. Согласно статье 5 Конституции Омана «право на престол переходит от султана к его старшему сыну, затем к старшему сыну этого сына, и далее по аналогичной процедуре. Если старший сын умирает до того, как право на престол перейдет к нему, право на престол переходит к его старшему сыну, независимо от того, были ли у умершего братья». 
Если султан не имеет сыновей, то право на престол переходит к следующему по старшинству брату, но если у него нет братьев, то наследником престола становится старший сын старшего из его братьев. Если у наследника нет братьев и племянников, то престол переходит к его дядьям и их сыновьям в действующем порядке.

## Текущий порядок престолонаследия
- Султан Турки ибн Саид (1832—1888)
  -   Султан Фейсал бен Турки (1864—1913)
    -   Султан Теймур бин Фейсал (1886—1965)
      -  Тарик бен Теймур (1921—1980)
        -  Султан Хейсам бен Тарик (род. 1955)
          - (1) Наследный принц Тейязин бин Хейсам (род. 1990)
          -  (2) Билараб бин Хейсам (род. 1995)
            -  (3) Хейсам бин Билараб (род. 2023)

        - (4) Таляль бин Тарик (род. 1947)
          - (5) Набигх бин Таляль
          -  (6) Тарик бин Таляль

        - (7) Асаад бин Тарик (род. 1954)
          -  (8) Таймур бин Асад (род. 1980)

        - (9)  Шихаб бин Тарик (род. 1955)
          - (10) Малик бин Шихаб
          -  (11) Надер бин Шихаб

        -  (12) Адхам бин Тарик (род. 1959)